# Sportsoziologie
Die Sportsoziologie  ist eine Spezielle Soziologie. Ihre Fragestellungen liegen im Schnittpunkt der Bereiche Sport, Sportwissenschaft und Soziologie. Sie ist – eng angelehnt an Weiß (1999, S. 23) – die Wissenschaft, die sich mit der Erforschung sozialen Handelns (z. B. von sozialen Strukturen oder Prozessen) im Sport sowie den sozialen Wechselwirkungen, in denen Sport relevant ist, befasst. Sie ist eine auf Theoriebildung ausgerichtete streng empirisch vorgehende Disziplin.

## Rückblick
Die Sportsoziologie ist am stärksten in den USA verbreitet. Seit den 1980er Jahren gilt sie als Subdisziplin der Sportwissenschaft und der Soziologie in Österreich, seit den 1970er Jahren in Deutschland. 1967 wurde die International Sociology of Sport Association (ISSA) gegründet. Generalsekretär (später Präsident) war Günther Lüschen. Von den 1960er Jahren an wird „Sportsoziologie“ auch als Synonym für „Soziologie des Sports“ verwendet. Das erste Einführungsbuch Soziologie des Sports schrieb bereits 1921 Heinz Risse.

## Sozialer Hintergrund

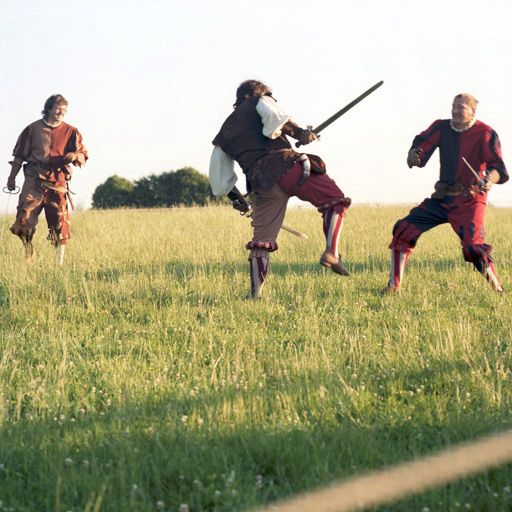
Mittelalterlicher Schwertkampf auf einem Historischen Fest in Bayern, 2001

„Sport“ hat stets einen sozialen Hintergrund gehabt. Er beginnt mit kriegerischen Übungen, die der Verteidigung des Gemeinwesens als allgemeiner Aufgabe der (männlichen) Bürger dienen sollen; daher trägt dieser Sport stark wehrsportliche Züge und hat in den antiken Stadtstaaten (so in der griechischen „Polis“) immer auch religiöse Verankerungen, wie die Entstehung z. B. der Olympischen Spiele zeigt (vgl. Norbert Elias). Als höfischer Zeitvertreib (desport), dann als Bestandteil der Internatserziehung (so in England), wurde er stärker regelgebändigt und entwickelte auch eigene Formen des Anstandes (vgl. that’s not sports). Mit dem Aufkommen der Nationalstaaten wurde er ein Mittel der Propaganda, mit den Massenmedien ein Bestandteil des Show Business und eine Form des Konsums.

## Anwendungsgebiet
Durch die Sportsoziologie lässt sich erklären, inwiefern sich z. B. Trends und Anschauungsweisen in einer Gesellschaft im Sport widerspiegeln. Denn Sport steht nicht für sich allein, sondern ist immer in einen soziokulturellen Rahmen und einen Kommunikationskontext eingebettet. Gerade im Zeitalter der Massenmedien definieren sich viele Profisportler über ihren sportlichen, auf Leistung gebauten Erfolg, und zugleich über die damit einhergehenden Werbeverträge.